# Briza erecta
Briza erecta är en gräsart som beskrevs av Jean-Baptiste de Lamarck. Briza erecta ingår i släktet darrgrässläktet, och familjen gräs. Inga underarter finns listade i Catalogue of Life.